# Ola Rask
Ola Rask, född 20 juni 1940 i Bodsjö, död 30 augusti 2023, var en svensk politiker (socialdemokrat), som var riksdagsledamot 1994–2006.

## Biografi
Ola Rask var på 1960-talet föreståndare på SSU:s kursgård Bommersvik. Från tidigt 1970-tal fram till 1994 var han landstingspolitiker i Stockholms läns landsting. Åren 1986–1994 var han ordförande i den socialdemokratiska landstingsgruppen och 1989–1991 ordförande i landstingsstyrelsen. Rask var under många år vice ordförande i Stockholms läns socialdemokratiska partidistrikt.
I riksdagen var han ledamot i försvarsutskottet 1994–2006 och Krigsdelegationen 2002–2006. Han var även suppleant i socialutskottet och OSSE/ESK-delegationen.
I februari 2005 fick Rask mediekritik för det sätt som verksamheten på byggfackens kursgård Rönneberga kurs- och konferensanläggning hade bedrivits. Han var kursgårdens VD sedan 1969, samtidigt som hans hustru varit vice vd och dottern ekonomi- och redovisningsansvarig. Kursgården har renoverat den lägenhet där hans son bodde. Han avgick som VD 2005. Han fick även kritik för att han tagit ut dubbel ersättning för resekostnader i sin tjänst som riksdagsledamot.